# Arne Nielsson
Arne Nielsson, född den 11 maj 1962 i Glostrup, Danmark, är en dansk kanotist.
Han tog OS-silver i C-2 1000 meter i samband med de olympiska kanottävlingarna 1992 i Barcelona.